# Sariel (Engel)
Sariel (hebräisch שָׂרִיאֵל Śārīʾēl, deutsch ‚Gott ist mein Herrscher‘ ‚Ausführender der Göttlichkeit‘; altgriechisch Σαριηλ Sariēl; koptisch ⲥⲟⲩⲣⲓⲏⲗ Souriēl; ampharisch ሰራቁያል Säraquyael) gilt im sogenannten Ersten Buch Henoch als Engel aufgeführt, sein Name variiert in den verschiedenen Fassungen des Buches. Weitere Namen die mit ihm in Verbindung gebracht wurden, sind Suriel, Suriyel, Seriel, Sauriel, Saraqael, Sarakiel, Suruel, Surufel und Souriel. 

## Darstellung in den Texten
Sariel wird im Buch Henoch als Verantwortlicher für die das Gesetz übertretenden Engel bezeichnet. Seine Funktion ist es, observant die Verstöße von Engeln gegen die im Himmel geltenden Gesetze zu ahnden. Dabei wird auf die Erzählung der Gottessöhne in Gen 6,2–5  Bezug genommen, in der Engel sich menschliche Frauen nehmen und mit ihnen Riesen, hebräisch נְפִילִים nəp̄îlîm, zeugen. Eine Folge davon war die Sintflut (vgl. 1 Mos 6,5–7 ). In äthHen 7–10 wird die Erzählung weiterentwickelt. ÄthHen 9 beschreibt, dass der Impuls zur Strafe von den „guten Engeln“, namentlich Michael, Gabriel, Raphael bzw. Sariel und Uriel, ausging.
Sariel gilt als einer der beiden Engel, die Henoch in den Himmel trugen und als derjenige, der der Menschheit nach dem Fall die Mondphasen lehrte (äthHen 8,3). Nach jüdischer Überlieferung motivierte er Mose zum Studium. 
Gemäß äthHen 20,1.6 ist Sariel der Engel, der „über die Geister, die gegen den Geist sündigen [, gesetzt ist]“. Anzumerken ist, dass Textfassungen, die in äthHen 8,3 bzw. 8,8 den Namen Sariel nennen, hier einen anderen Namen auflisten und umgekehrt Textfassungen, die hier Sariel nennen, in 8,3 bzw. 8,8 einen anderen Namen nennen. Er wird hier neben zumeist 5 weiteren „heiligen Engel[n], welche wachen“ genannt, deren Namen und Anzahl in verschiedenen Textfassungen variiert.
In 1QM IX,15 wird Sariel gemeinsam mit Michael, Gabriel und Raphael als einer der 4 Erzengel genannt. Er wird als einer der vier Anführer der Kräfte des Guten im Krieg der Kinder des Lichts gegen die Kinder der Dunkelheit zitiert.
In den Schriften der Beta Israel, der äthiopischen Juden, wird er als „Suriel der Trompeter“ und „Suriel der Todesengel“ bezeichnet. In der talmudischen Überlieferung soll er gemäß Rabbi Jischmael ben Elischa ha-Kohen Gadol die Hygieneregeln gelehrt haben. Der Name Juriel wird als „ein Engel des göttlichen Antlitzes oder der Präsenz“ beschrieben. Sariel kann als möglicher Name für Metatron angesehen werden.